# ジャメル・バカール
ジャメル・バカール（フランス語: Djamel BAKAR、 1989年4月6日 - ）はフランス・ブーシュ＝デュ＝ローヌ県マルセイユ出身のコモロにルーツを持つ元サッカー選手。元コモロ代表。現役時代のポジションはフォワード。
| スタブアイコン | サブスタブ | この項目は、まだ閲覧者の調べものの参照としては役立たない、サッカー選手に関連した書きかけの項目です。この項目を加筆・訂正などしてくださる協力者を求めています（P:サッカー/PJ:サッカー選手/PJ:女子サッカー）。 |